# Pedro Donoso Vergara
Pedro Donoso Vergara, (Talca, 27 de febrero de 1847-Santiago de Chile, 29 de julio de 1902) fue un abogado y diputado chileno.

## Primeros años de vida
Hijo de Marcos Donoso Cienfuegos y Salomé Vergara Albano. Nieto de Ramón Vergara Rojas, bisnieto de Juan Albano Pereira Márquez.
Sobrino de Diego Vergara Albano, Pedro Nolasco Vergara Albano y Aniceto Vergara Albano. Primo hermano de Diego Vergara Correa, José Bonifacio Vergara Correa y tío de Pedro Correa Ovalle y de Pedro Nolasco Cruz Vergara. 
Sus estudios primarios fueron en la ciudad de Talca y sus estudió universitarios los realizó en la escuela de Derecho de la Universidad de Chile y titulándose de abogado el 26 de agosto de 1870.

### Matrimonio e hijos
Contrajo matrimonio con Carmela Urmeneta Izquierdo –hija de Manuel Gerónimo Urmeneta García-Abello y de Pilar Izquierdo Urmeneta- con quien tuvo siete hijos, que fueron: Enrique casado con Regina Bañados Acuña, Pedro, Carlos, Salomé casada con Luis de la Sotta Álvarez, Pilar casada con Manuel Velasco Marín, Carmela casada con Rafael Olea Besoaín y Mercedes casada con Luis Bañados Bañados.

## Vida privada y pública
Practicó su profesión con gran éxito, ganando importantes juicios, estos permitieron acumular una gran fortuna. Poseedor de una vida de suficientes gustos en cuanto a tener una gran biblioteca, colección de objetos de arte y organizar cenas con gran refinamiento gastronómico.
Ejerció como Presidente del Banco Hipotecario de Chile, vicepresidente de la Compañía de Consumidores de Gas de Santiago (actualmente como Gasco) y en 1902 fue secretario de la Compañía Minera de Oruro.

### Diputado
Ejerció como consejero de Estado y mantuvo importantes amigos en todos los partidos políticos, pero integró las filas del Partido Liberal Democrático.
Su primer periodo parlamentario fue producto del fallecimiento repentino del diputado Diego Vergara Correa, quien ocurrió el 4 de noviembre de 1891. Por esta causa fue elegido diputado por Talca, Curepto y Lontué, período 1891-1894.
Reelecto diputado por Curicó y Vichuquén, período 1894-1897; integró la Comisión Permanente de Constitución, Legislación y Justicia.
Reelecto diputado nuevamente por Curicó y Vichuquén, período 1897-1900; continuó integrando la Comisión Permanente de Constitución, Legislación y Justicia y miembro de la Comisión Conservadora para el receso 1898-1899 y 1899-1900.
Reelecto por la misma zona, período 1900-1903; continuó en la Comisión Permanente de Constitución, Legislación y Justicia y fue miembro de la Comisión Conservadora para el receso 1900-1901.

## Muerte
Donoso Vergara falleció el 29 de julio de 1902 y sepultado en el mausoleo de su suegro Geronimo Urmeneta el 31 de julio de 1902; a la edad 55 años producto de una angina de pecho, en pleno ejercicio de sus funciones parlamentarias y como secretario de la Compañía Minera de Oruro. A su muerte, su sucesión, remató  todos sus bienes, incluida, su bodega de vinos traídos del Viejo Continente, principalmente  de España, Portugal, Francia e Italia.
Una importante calle en la Comuna de Recoleta en Santiago de Chile llevaba su nombre.